# Charles Georges Mrad
Matthias Charles Georges Mrad (* 15. April 1969 in Beirut) ist ein libanesischer Geistlicher und Kurienbischof der mit Rom unierten syrisch-katholischen Kirche des Patriarchats von Antiochien.

## Leben
Charles Georges Mrad studierte am Priesterseminar in Charfet und erwarb das Lizenziat in Theologie an der Universität St. Esprit. Ein weiteres Lizenziat erwarb er in Zivilrecht an der Universität La Sagesse. Am 18. Juli 1993 empfing er das Sakrament der Priesterweihe.
Nach der Priesterweihe war er in der Pfarrseelsorge, als Universitätsprofessor und als Richter am Kirchengericht des Patriarchats tätig. Im Jahr 2003 wurde er nach weiteren Studien an der Lateranuniversität in Rom im Fach Kanonisches Recht promoviert.
Am 19. Februar 2018 bestätigte Papst Franziskus die durch die Synode der syrisch-katholischen Kirche erfolgte Wahl Mrads zum Kurienbischof des Patriarchats von Antiochien und ernannte ihn zum Titularbischof von Zorava. Die Bischofsweihe spendete ihm der Patriarch von Antiochien, Ignatius Joseph III. Younan, am 14. April desselben Jahres.
Er lehrte an der Heilig-Geist-Universität Kaslik.